# Microtegeus cardosensis
Microtegeus cardosensis är en kvalsterart som beskrevs av Pérez-Íñigo och Baggio 1985. Microtegeus cardosensis ingår i släktet Microtegeus och familjen Microtegeidae. Inga underarter finns listade i Catalogue of Life.